# Mycobacterium leprae
Il Mycobacterium leprae (conosciuto anche come Bacillo di Hansen), è l'agente eziologico della lebbra. Il bacillo fu scoperto dal dottor Gerhard Armauer Hansen in Norvegia nel 1873; in onore della sua scoperta e nel tentativo di eliminare l'antico stigma associato alla malattia, la lebbra (dal greco squamare) viene spesso definita come la malattia di Hansen o anseniasi.

## Storia
Le più antiche testimonianze scritte che descrivono la lebbra in modo minuzioso provengono dall'India intorno al 600 a.C. all'interno di "Sushruta Samhita", un antico testo sanscrito di medicina. Questi documenti sono straordinariamente descrittivi e accurati riguardo alle caratteristiche, alla diagnosi e al trattamento tradizionale -con l'olio di Chaulmoogra– della lebbra. Esistono anche descrizioni della lebbra in papiri dell'antico Egitto, in particolare nel papiro di Ebers (1550 a.C.) e nel 2009 sono stati analizzati antichi resti umani rinvenuti in India e risalenti al 2000 a.C. con evidenze di malattia lebbrosa.

## Caratteristiche morfologiche
M. leprae è un batterio intracellulare obbligato, alcol acido-resistente, sottile, di forma bastoncellare, aerobio obbligato, immobile che replica molto lentamente (14 gg). La lunghezza varia tra 1 e 8 µm con un diametro di circa 0,3 µm.
La parete cellulare di Mycobacterium leprae possiede una struttura complessa di cere e lipidi, responsabile delle particolari proprietà tintoriali e dell'alta impermeabilità a nutrienti e metaboliti. Dall'interno verso l'esterno troviamo: 
- La membrana cellulare, formata da un doppio strato lipidico;
- La parete cellulare, costituita da uno spesso strato di peptidoglicano, uno di arabinogalattano ovvero un polisaccaride legato covalentemente a residui di acido muramico del peptidoglicano. Peptidoglicano e arabinogalattano formano un macro polimero posizionato tra la membrana citoplasmatica e lo strato esterno di acidi micolici a la cui porzione più esterna troviamo legati residui zuccherini (mannosio, trealosio) e lipidici (lipomannano).

Molecole di fosfatidilinositolomannoside collegano la membrana citoplasmatica al peptidoglicano, mentre molecole di lipoarabinomannano attraversano la parete collegando la membrana allo strato di acidi micolici più esterno. Sono inoltre presenti porine che attraversano lo spessore di questa complessa e impermeabile struttura parietale permettendo l'entrata di molecole atte al sostentamento del micobatterio.
In particolare, gli acidi micolici sono lipidi di grandi dimensioni con lunghe catene costituite da 60 a 90 atomi di carbonio. Legami covalenti tra questi lipidi formano un ambiente molto spesso e solido a temperatura ambiente. Questa "corazza idrofobica" previene l'entrata nella cellula di molecole polari come germicidi usati comunemente in ospedale.

## Filogenesi
Mycobacterium leprae è una delle specie più importanti appartenenti al genere Mycobacterium, della famiglia delle Mycobacteriaceae. Si sono susseguiti diversi studi che hanno indagato le relazioni biologiche e filogenetiche di M. leprae con il resto dei micobatteri, ottenendo risultati spesso divergenti. In particolare:
- la percentuale di guanina e citosina nelle sequenze di DNA che fiancheggiano alcuni epitopi immunodominanti e l'analisi delle sequenze di RNA ribosomiale suggeriscono uno stretto rapporto tra M. leprae e gli altri micobatteri.
- lo studio in particolare dell'RNA ribosomiale 16S non ha messo in evidenza rapporti significativi, in accordo con il profilo elettroforetico unico dei frammenti di RNA ribosomiale 16S di M. leprae, ottenuti mediante enzimi di restrizione.
- Nel peptidoglicano della parete cellulare di M. leprae, inoltre, la glicina sostituisce costantemente la lisina presente negli altri micobatteri. In base a questi dati alcuni studiosi suggeriscono che M. leprae dovrebbe essere classificato insieme ai membri del genere Nocardia.[7]

### Mycobacterium leprae e Mycobacterium tuberculosis a confronto
M. leprae, rispetto a M. tuberculosis, possiede una parete cellulare significativamente più ricca di acidi micolici rispetto al peptidoglicano (micolato/PG ratio 21/10 contro i 16/10 di M. tuberculosis). Inoltre, M. leprae contiene più molecole di arabinogalattano rispetto a M. tuberculosis, ma queste risultano più corte.
L'insieme più conservato di enzimi catabolici di M. leprae sono quelli coinvolti nelle beta ossidazioni. La fonte primaria di ATP proviene dal ciclo di Krebs e la catena di trasporto degli elettroni è fortemente limitata e non è molto efficiente. M. leprae dipende dalla cellula ospite per molti dei nutrienti e dei metaboliti tanto da valergli il nome di "parassita endocellulare obbligato". In laboratorio è stato scoperto che il metabolismo ideale (basato sulla sintesi di ATP) si verifica a 33 °C e a un pH compreso tra 5,1 e 5,6.
Il confronto tra il genoma di M. leprae e quello di M. tuberculosis rivela un caso estremo di "evoluzione riduttiva" in base al quale circa la metà del suo genoma è rappresentato da pseudogeni.

## Patogenesi
L'uomo è il reservoir epidemiologicamente più significativo, anche se M. leprae può sopravvivere alcuni giorni nell'ambiente e alcuni armadilli selvatici (soprattutto l'armadillo a sette fasce o Dasypus septemcintus negli USA) sono infettati da micobatteri indistinguibili dal bacillo di Hansen con la possibilità di trasmissione occasionale all'uomo. Questa è stata documentata per la prima volta nel 1975.
Si trasmette soprattutto per contagio interumano e si pensa che la trasmissione tramite aerosol di secrezioni nasali e il seguente uptake tramite la mucosa respiratoria sia la principale via di trasmissione di M. leprae.
La lebbra è una malattia cronica a lungo decorso con un lunghissimo periodo di incubazione che varia da 6 mesi a 10 anni.
I sintomi sono molteplici e comprendono lesioni cutanee polimorfiche con anestesia e neuropatia periferica e una volta che l'infezione si sviluppa può verificarsi una disseminazione ematogena.
Il prevalente tropismo per la cute e le mucose (delle prime vie respiratorie, in particolare) si ritiene legato alla loro temperatura, inferiore a quella dei parenchimi profondi (anche se questi ultimi sono spesso coinvolti dalla patologia in caso di disseminazione).

### Tropismo cellulare
È stato dimostrato come M. leprae tramite PGL-1 (glicolipide fenolico-1) leghi un dominio della catena alfa2 della laminina-2 presente nella lamina basale delle cellule di Schwann. Sembrerebbe coinvolta nell'internalizzazione anche la Histone-like protein (Hlp) come potenziale adesina batterica.
I macrofagi sono le cellule dell'ospite che più di altre vengono in contatto con i micobatteri fagocitandoli. Questi hanno però adottato varie strategie per resistere al killing intracellulare e invadere l'organismo, anche se l'esatto meccanismo di internalizzazione dei batteri da parte di cellule fagocitiche rimane ancora sconosciuto. DC-SIGN (Dendritic Cell-Specific Intracellular adhesion molecule-3-Grabbing Non-integrin) conosciuto anche come CD209 è un recettore presente sulla superficie di macrofagi e cellule dendritiche. DC-SIGN sui macrofagi riconoscono e legano con alta affinità polisaccaridi ricchi in mannosio, infatti CD209 lega anche Mycobacterium tubercolosis, Mycobacterium bovis, BCG (Bacillo di Calmette e Guérin) tramite la porzione mannosilata del lipoarabinomannano della parete cellulare.

## Segni e sintomi
I sintomi della lebbra solitamente non iniziano fino a > 1 anno dopo l'infezione (in media 5-7 anni). Una volta comparsi i sintomi, si sviluppano lentamente. I segni iniziali consistono in aree cutanee ipopigmentate o arrossate associate a ipoestesia.
Per completezza riportiamo la classificazione di Ridley e Jopling che permette di classificare la malattia secondo criteri clinici, istopatologici e immunologici in cinque forme:
- tubercoloide polare (TT);
- tubercoloide borderline (BT);
- borderline -borderline o borderline pura (BB);
- lepromatosa borderline (BL);
- lepromatosa polare (LL).

Per semplicità tratteremo l'argomento riferendoci ai due poli dello spettro e alla forma borderline in generale.
1. Lebbra tubercoloide: le lesioni cutanee consistono in una o poche macule ipoestetiche, ipopigmentate al centro con margini netti, rilevati. Le aree interessate da questa eruzione non pruriginosa sono insensibili a causa del danno causato da M. leprae ai nervi periferici sottostanti, i quali possono essere aumentati di volume alla palpazione. In genere i pazienti con questa forma possiedono una forte risposta cellulo-mediata contro M. leprae che limita l'estensione delle lesioni cutanee e ne riduce la contagiosità. I nervi più colpiti sono l'auricolare, il cubitale e il peroneo. L'aspetto istopatologico della lebbra tubercoloide è caratterizzato da un infiltrato infiammatorio organizzato in granulomi ben formati con macrofagi differenziati, cellule giganti di Langhans, cellule epitelioidi e una predominanza di linfociti T CD4+ nel sito di lesione con scarsi o assenti bacilli. I pazienti mostrano una vigorosa risposta immune a M. leprae con un tipico profilo Th1, con produzione di IFN gamma e risultano positivi al test con la lepromina.
2. Lebbra lepromatosa: vengono colpite vaste aree del corpo, compresi i reni, il naso e i testicoli. La neuropatia periferica è più grave che nella lebbra tubercoloide, con un maggior numero di zone di intorpidimento con associata debolezza muscolare. I pazienti possono sviluppare ginecomastia, ma anche perdere ciglia e sopracciglia, risparmiando in genere i capelli. Questa forma si associa a una scarsa immunità cellulo-mediata contro M. leprae, i pazienti possono presentare un'infezione sistemica molto grave e la malattia risulta più contagiosa. Le lesioni epidermiche appaiono appiattite e presentano una preponderanza di linfociti T CD8+ in situ con assenza di formazioni granulomatose ma con elevata carica batterica, infatti i bacilli possono raggiungere anche i 1 000 batteri per grammo di tessuto. Pazienti affetti da forma lepromatosa hanno un rapporto CD4/CD8 approssimativamente di 1/2 con una risposta Th2 e alti titoli di anticorpi anti M. leprae ma il test con lepromina dà di frequente esito negativo.
3. Lebbra borderline: sono presenti le caratteristiche di entrambe la forme (tubercoloide e lepromatosa). In assenza di trattamento, la lebbra borderline può diventare meno grave e assomigliare alla forma tubercoloide, oppure può peggiorare e avvicinarsi alla forma lepromatosa.

La lebbra può essere classificata anche per tipo e numero di aree cutanee colpite:
- Paucibacillare: ≤ 5 lesioni cutanee senza batteri rilevati su campioni provenienti da tali zone (TT e BT);
- Multibacillare: ≥ 6 lesioni cutanee, batteri rilevati su campioni di lesioni cutanee, o entrambi (BB, BL e LL).

Entrambe le classificazioni vanno a delineare quella che sarà la prognosi a lungo termine, le probabili complicanze e la durata del trattamento antibiotico.

## Complicanze
Le più gravi complicanze risultano dalla neuropatia periferica che, causando un deterioramento del senso del tatto, determina incapacità di percepire il dolore e la temperatura. I pazienti possono inconsapevolmente ustionarsi, tagliarsi, o ferirsi. Danni ripetuti possono portare alla perdita delle dita. La debolezza muscolare può causare deformità (p. es., 4º e 5º dito della mano "ad artiglio" per interessamento del nervo ulnare, piede cadente da coinvolgimento del nervo peroneo). Le papule e i noduli possono essere particolarmente deturpanti il volto. In particolare i danni alla mucosa nasale possono provocare congestione nasale cronica ed epistassi e, se non trattata, erosione e collasso del setto nasale. A livello oculare un'uveite può indurre glaucoma e l'insensibilità corneale può comportare la comparsa di cicatrici e conseguente cecità.
Possono inoltre presentarsi ulcere plantari con sovrainfezioni secondarie, esponendo il paziente a complicanze importanti e dolore cronico. I pazienti di sesso maschile affetti da lebbra di tipo lepromatoso possono sviluppare una disfunzione erettile e infertilità. L'infezione può ridurre la produzione di testosterone e spermatozoi da parte dei testicoli.
Può manifestarsi occasionalmente un'amiloidosi con conseguente insufficienza renale in corso di lebbra lepromatosa.

### Reazioni lebbrose di tipo I e tipo II
Durante il decorso della lebbra, sia nelle forme trattate sia in quelle non trattate, il sistema immunitario può produrre reazioni infiammatorie classificate secondo due tipi:
Le reazioni di tipo 1 derivano da un aumento spontaneo dell'immunità cellulo-mediata. Queste reazioni possono causare febbre e l'infiammazione di lesioni preesistenti della cute e dei nervi periferici, con conseguente edema, eritema e dolore con peggioramento della funzione del nervo interessato. Soprattutto se non trattate precocemente, queste reazioni contribuiscono in modo significativo al danno nervoso. Sono chiamate reazioni inverse, dal momento che la risposta immunitaria è aumentata ma risulta evidente il peggioramento clinico.
Le reazioni di tipo 2 (erythema nodosum leprosum) sono reazioni infiammatorie sistemiche che sembrano corrispondere a una vasculite o a una pannicolite e probabilmente nascono dalla deposizione di immunocomplessi circolanti o da un'aumentata funzione delle cellule T-helper. Queste sono diventate meno frequenti dopo l'introduzione della clofazimina nei regimi farmacologici. I pazienti possono sviluppare papule e noduli eritematosi dolorosi che possono formare pustole e in seguito ulcerarsi. Può essere associata a febbre, neurite, linfadenite, orchite, artrite (soprattutto delle grandi articolazioni) e glomerulonefrite. L'emolisi o la soppressione midollare possono determinare anemia, e un'epatite di grado moderato può causare lievi anomalie nei test di funzionalità epatica.

## Metodi di identificazione e diagnosi
Mycobacterium leprae non risulta coltivabile su terreni abiotici, ma lo possiamo ritrovare generalmente localizzato nel citoplasma dei macrofagi, all'interno dei quali si moltiplica. All'esame microscopico appare spesso sotto forma di piccoli ammassi di bacilli acido-resistenti disposti parallelamente che, per la forma grossolanamente tozza del batterio, sono detti «a mazzo di sigari».
La diagnosi di lebbra è in genere clinica (lesioni cutanee tipiche e neuropatia periferica), confermata poi dal reperto microscopico di bacilli acido-resistenti nel citoplasma dei macrofagi presenti nei materiali provenienti dai granulomi cutanei o mucosi.
È importante tener presente che alcuni micobatteri non-tubercolari possono provocare lesioni cutanee grossolanamente simili, in questi casi la ricerca di anticorpi (IgM) contro l'antigene glicolipidico PGL1 (phenolic glycolipid-1) può essere di ausilio diagnostico. Questo test è specifico ma non sensibile poiché si ritrova solo nei 2/3 dei pazienti.
È possibile ritrovare nei preparati istologici numerose cellule schiumose ovvero macrofagi che hanno fagocitato bacilli di Hansen ma che non sono in grado di digerirli, anzi, i batteri vi si moltiplicano all'interno e sfruttano proprio i macrofagi come mezzo di trasporto in tutto il corpo. Questo è il modo in cui i batteri causano le lesioni multiple che possono apparire nelle sedi anatomiche profonde dei pazienti affetti da lebbra lepromatosa.
Nella lebbra tubercoloide devono essere sottoposte a biopsia le aree colpite, preferibilmente il margine in avanzamento, poiché la cute macroscopicamente normale non presenta caratteristiche patologiche che potrebbero rendere meno "leggibile" il vetrino.
Nella lebbra lepromatosa, i noduli, le placche e le aree infiltrate sono sedi ottimali per l'esecuzione di una biopsia, ma anche le biopsie su cute apparentemente normale sono generalmente diagnostiche.
Viene utilizzata la colorazione per alcol-acido resistenza o di Ziehl-Neelsen che utilizza acido solforico al 5% come agente decolorante. La presenza di bacilli acido-resistenti (di color rosso) conferma la diagnosi della malattia di Hansen.
In generale è possibile notare in biopsie sia nervose sia cutanee, oltre la presenza di batteri acido resistenti in rosso all'interno di macrofagi, anche cellule immunitarie tipiche delle formazioni granulomatose come numerosi linfociti e macrofagi.